# Max Eckert-Greifendorff
Max Eckert (Chemnitz, 1868. április 10. – Aachen, 1938. december 26.) német földrajztudós, térképész. (1934-től az Eckert-Greifendorff nevet viselte.)

## Élete
Tanulmányait Löbauban és Berlinben végezte, majd Löbauban és Lipcsében tanított. Közreműködött az 1898-ban Hermann Haack által kiadott és Magyarországon is sokáig forgalmazott Neuen Methodischen Schulatlas szerkesztésében. 1903-tól a Kieli Egyetem magántanára, 1907-től az Aacheni Királyi Műszaki Főiskola (Aix-la-Chapelle) tanszékvezető professzora.